# Дафан
Дафа́н (кит. упр. 大方, пиньинь Dàfāng) — уезд городского округа Бицзе провинции Гуйчжоу (КНР).

## История
Во времена империи Цин в 1666 году была создана Дадинская управа (大定府). В 1687 году она была понижена в статусе до области и подчинена Вэйнинской управе. В 1729 году Дадинская область (大定州) вновь была поднята в статусе до управы. После Синьхайской революции в Китае была проведена реформа структуры административного деления, в результате которой области и управы были упразднены, поэтому в 1913 году Дадинская управа была расформирована, а в месте пребывания её властей был создан уезд Дадин (大定县).
После вхождения этих мест в состав КНР в 1950 году был создан Специальный район Бицзе (毕节专区), и уезд вошёл в его состав.
В 1958 году уезд Дадин был переименован в Дафан.
В 1970 году Специальный район Бицзе был переименован в Округ Бицзе (毕节地区).
Постановлением Госсовета КНР от 22 октября 2011 года округ Бицзе был преобразован в городской округ.

## Административное деление
Уезд делится на 3 уличных комитета, 10 посёлков, 6 волостей и 18 национальных волостей.